# Regione di Nouakchott-Nord
Nouakchott-Nord ( in arabo نواكشوط الشمالية‎?   ) è una regione della Mauritania . Comprende i tre dipartimenti nord-occidentali della capitale della Mauritania, Nouakchott: Dar-Naim, Teyarett e Toujouonine. La capitale è a Dar-Naim e l'aeroporto internazionale di Nouakchott si trovava all'interno dei suoi confini.
La regione di Nouakchott-Nord è stata creata il 25 novembre 2014 quando la regione di Nouakchott è stata suddivisa in tre nuove regioni. Il suo wali o governatore è Mohamed Lemine Ould Mohamed Teyib Ould Adi.